# Johann Schön (Staatswissenschaftler)
Johann Schön (* 26. November 1802 in Langendorf in Mähren; † 13. März 1839 in Breslau, Provinz Schlesien) war ein österreichischer Jurist, Staatswissenschaftler und Schriftsteller.

## Leben
Johann Schön wurde als Sohn eines Erbrichters geboren, der ihn in den ersten Jahren auch unterrichtete.
Nach dem Tod seiner Mutter besuchte er anfangs die Normalschule in Olmütz und danach das dortige Gymnasium bei den Professoren Mathias Ludwig, Franz Brucker und Joseph Raudnitzky. 1816 verstarb sein Vater, der ihm eine kleine Erbschaft hinterließ; seine Vormünder sorgten dafür, dass er das Gymnasium weiterhin besuchte, bis er 1819 auf das Lyzeum, der späteren Palacký-Universität Olmütz, wechselte und Unterricht von den Professoren Joseph Leonhard Knoll (1775–1841), Andreas Baumgärtner, Franz Ficker (1782–1849), Joseph Wittgens und Thomas Joseph Povondra erhielt.
1822 begann er ein Studium der Rechts- und Staatswissenschaften an der Universität Wien und besuchte die Vorlesungen von Thomas Dolliner (1760–1839), Franz von Egger (1765–1851), v. Georg von Scheidlein, Wagner und Josef von Kudler; in dieser Zeit unterhielt er auch nähere Verbindung zu Joseph von Hormayr, in dessen Archiv für Geographie, Historie, Staats- und Kriegskunst er von 1822 bis 1828 publizierte. Zwischen 1825 und 1832 war er Mitarbeiter von Taschenbüchern, so Fortuna, Huldigung den Frauen, Taschenbuch für die Geschichte Mährens und Schlesiens und Joseph von Hormayrs Taschenbuch für die vaterländische Geschichte.
Er beendete das Studium 1826 und verließ 1827 Österreich, um als Freigeist der Zensur zu entgehen. Er reiste über Dresden und Leipzig nach Berlin und führte dort ein Gespräch mit dem späteren Justizminister Heinrich Gottlob von Mühler, der ihm eine juristische Laufbahn in Preußen anbot. Anschließend reiste Johann Schön nach Sankt Petersburg weiter und hielt sich dort bei von Köhler und Friedrich von Adelung für einige Monate auf. Er kehrte über Estland, Livland und Kurland wieder nach Preußen zurück und wurde 1828 in Königsberg zum Doktor der Rechte promoviert. Er ließ sich in Breslau als Jurist nieder, gab aber auf Anraten von Ludwig Wachler seinen Plan auf, als Referendar in der preußischen Justiz zu arbeiten, sondern strebte nun eine akademische Laufbahn an.
Johann Schön promovierte am 2. März 1829 zum Doktor der Philosophie und erhielt am 17. Juni 1829 eine Anstellung als Privatdozent an der Universität Breslau und dozierte im Lehrstuhl der Staatswissenschaften. Im August 1831 wurde er zum außerordentlichen Professor und am 14. Dezember 1836 zum ordentlichen Professor befördert. Die von ihm gehaltenen Vorlesungen betrafen die Politik, National-Ökonomie, Finanzwissenschaft, allgemeine und preußische Statistik, Geschichte und Statistik der neueren Zivilisation und Geschichte des Wiener Kongresses.
Im April 1836 war er neben seiner Professur der Nachfolger von Johann Gottlieb Kunisch als Leiter der Redaktion der Schlesischen Zeitung. Im gleichen Jahr unternahm er auch eine größere Reise, die ihn durch Süddeutschland, Holland und Belgien bis nach Paris führte, um in den einzelnen Ländern die politische Entwicklung zu beobachten und mit den Resultaten seiner Forschungen abzugleichen. Aus gesundheitlichen Gründen konnte er aber keine weiteren Reisen unternehmen.
Johann Schön war auch schriftstellerisch tätig und veröffentlichte bereits in Österreich poetische und historische Werke aber ab 1829 ausschließlich nur noch staatspolitische Schriften. In den Jahren 1829, 1833 und 1838 verteidigte er vier Dissertationen an der Universität Breslau. Er schrieb Aufsätze und Rezensionen in den Schlesischen Provinzial-Blättern, dem Literatur-Blatt von und für Schlesien, den Jahrbüchern der Geschichte und Staatskunst von Karl Heinrich Ludwig Pölitz, dem Archiv für politische Ökonomie und Polizeiwissenschaft von Karl Heinrich Rau, den Berliner Jahrbüchern für wissenschaftliche Kritik, den Schriften in bunter Reihe von Theodor Mundt und der Schlesischen Zeitung. In dieser Zeit veröffentlichte er auch mehrere größere staatswissenschaftliche Werke. Seine Schriften wurden sowohl in das Französische als auch in das Englische übersetzt.
1836 wurde er Vorsitzender des Vereins, der das Schillerfest in Breslau organisierte.

## Freimaurer
Johann Schön war Mitglied der in Breslau bestehenden Freimaurer-Loge „Friedrich zum goldenen Zepter“.

## Ehrungen
Für sein Werk Allgemeine Geschichte und Statistik der europäischen Civilisation, das 1833 erschien, erhielt er von der Pariser Gesellschaft für allgemeine Statistik eine goldene Medaille.

## Werke (Auswahl)
- Carl Meisl, Johann Schön: Gisela von Baiern, erste Königin der Magyaren: historisches Schauspiel in 3 Aufzügen. Wallishauser, Wien 1825.
- Der Sieg des Glaubens: Romantische Tragödie. Industrie-Comptoir, Leipzig 1827.
- Die Grundsätze der Finanz: Eine kritische Entwicklung. Korn, Bresla 1832.
- Allgemeine Geschichte und Statistik der europäischen Civilisation. Verlag der J.C. Hinrichsschen, Leipzig 1833.
- Ueber das östreichische Universitätswesen. Leipzig 1834.
- Neue Untersuchung der Nationalökonomie und der natürlichen Volkswirthschaftsordnung. J.G. Cotta’sche Buchhandlung, Stuttgart/Tübingen 1835.
- Die staatswissenschaft: geschichtsphilosophisch begründet. Breslau 1840.